# Ángel Ortiz
Ángel Ortiz, paragvajski nogometaš, * 27. december 1977.
Za paragvajsko reprezentanco je odigral 27 uradnih tekem.